# Stekelrog
De stekelrog of gewone rog (Raja clavata) is een rog uit de familie Rajidae.

## Kenmerken
Deze rog is bruingrijs met donkere vlekken en stipjes, de buikzijde is lichter. Hij heeft stekels op de rug en de staart, en ook de buik is stekelig. Een stekelrog wordt ongeveer 85 cm lang.

## Leefwijze
Deze dieren liggen meestal op de zeebodem te wachten op een passerende prooi. Ze zijn nagenoeg onzichtbaar dankzij hun camouflage.

## Verspreiding en leefgebied
Deze kraakbeenvis komt voor in ondiep water met modder- en zandbodem, onder andere in de Atlantische Oceaan, de Middellandse Zee, de Zwarte Zee en de Noordzee.

## Relatie met de mens
Stekelroggen zijn in veel openbare aquaria te bezichtigen. Soms worden ze zoals in Nausicaä in Boulogne-sur-Mer in open "aaibakken" gehouden, omdat het dier totaal ongevaarlijk is, in tegenstelling tot bijvoorbeeld de giftige pijlstaartrog.

## Status aan de Nederlandse en Belgische kusten
Stekelroggen komen voor op een diepte tussen de 2 en 60 m in de Noordzee. Zij zetten hun eieren af in ondiep water. De zwarte eikapsels van de stekelrog kan men langs de Belgische en Nederlandse kust aantreffen. Omdat ze de betrekkelijk weinige eieren die ze produceren op de zeebodem deponeren, zijn ze erg gevoelig voor sleepnetvisserij. De soort staat als gevoelig op de internationale Rode Lijst van de IUCN en als kwetsbaar op de  Nederlandse Rode Lijst.

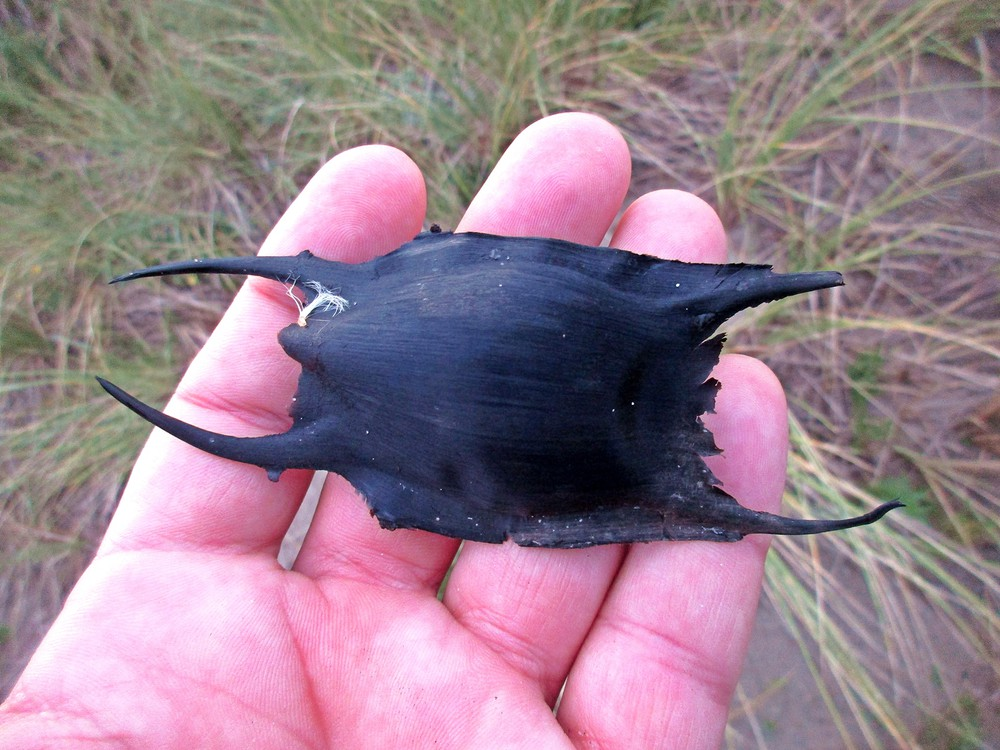
ei
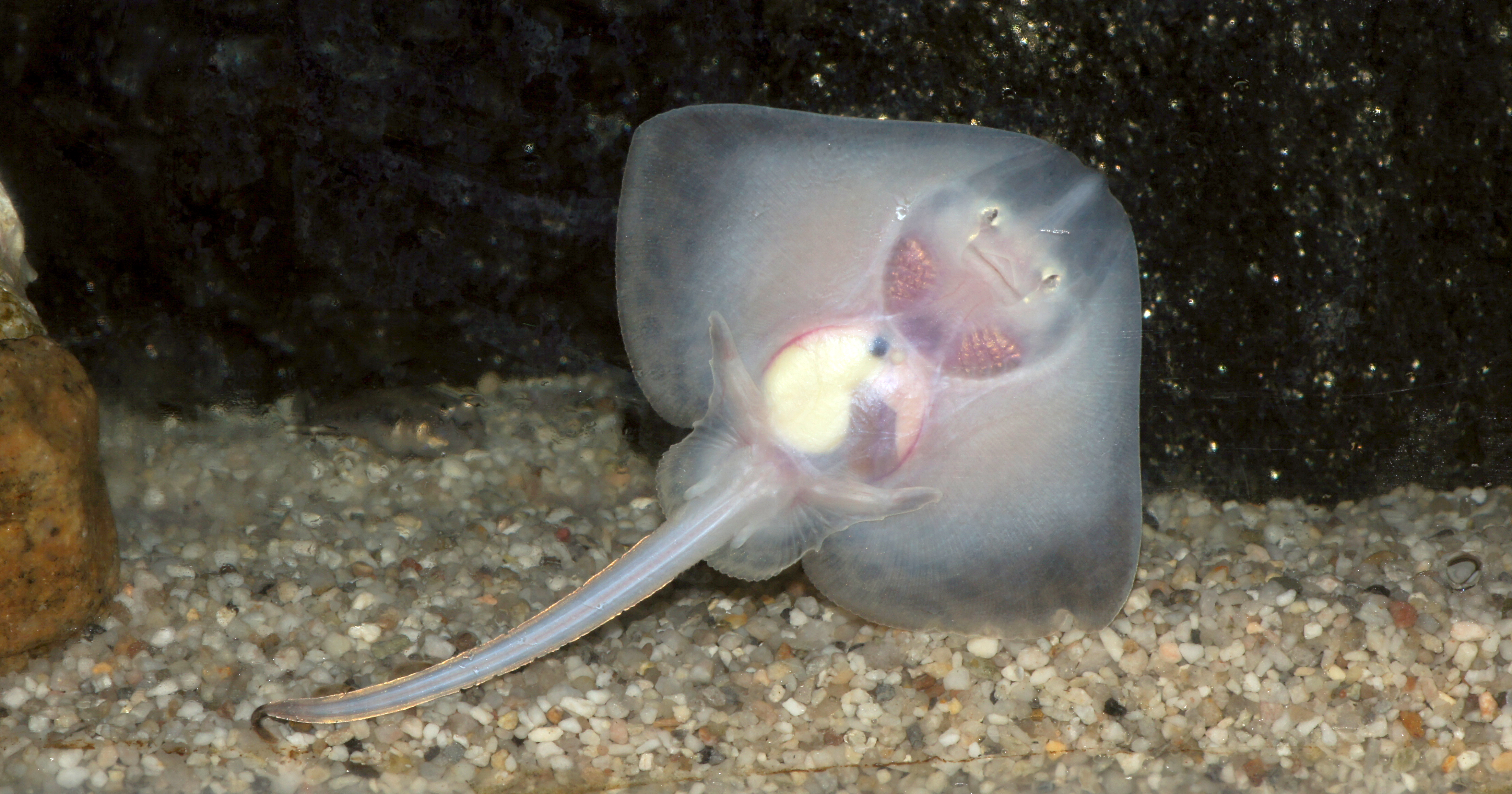
jong
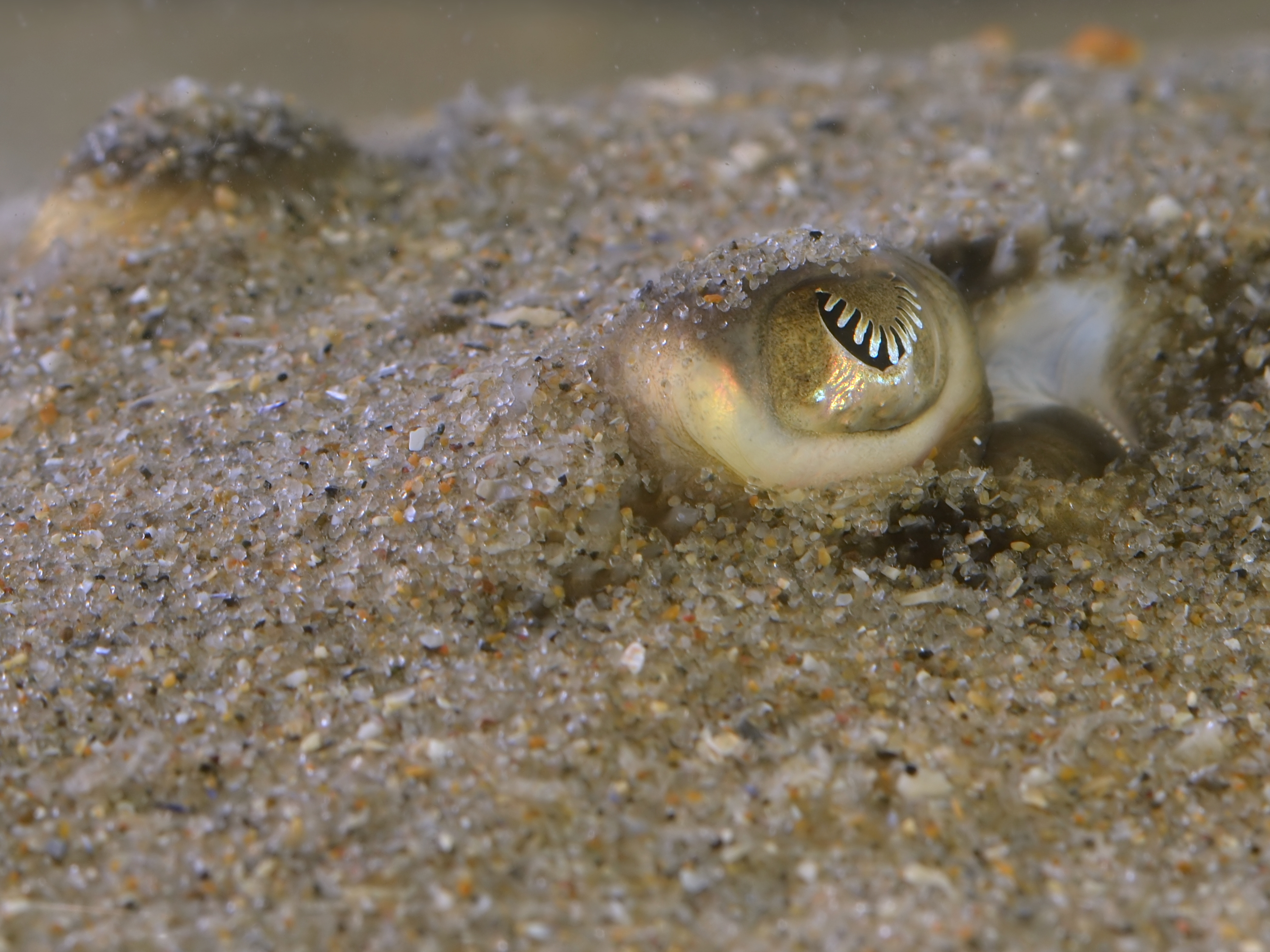
Detail oog
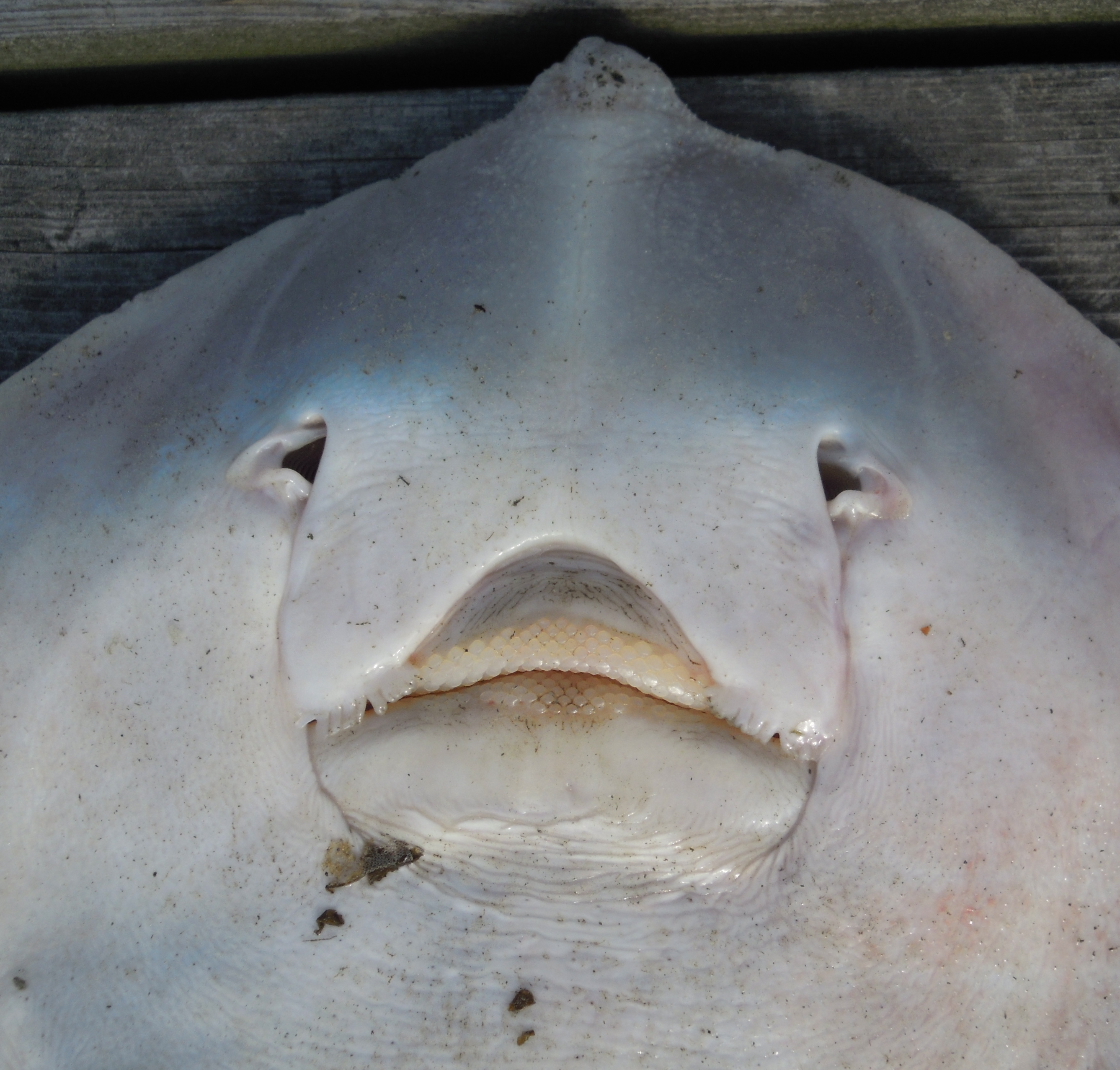
Detail bek